# Secondo Pia

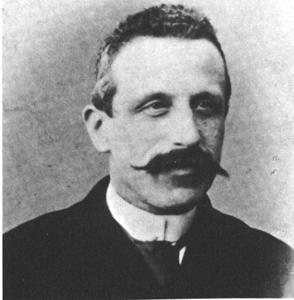
Secondo Pia

Secondo Pia (Asti, 9 september 1855 – Turijn, 7 september 1941) was een Italiaans advocaat en amateurfotograaf. Hij is bekend geworden omdat hij op 28 mei 1898 als eerste mens 
de Lijkwade van Turijn heeft gefotografeerd.
- Bibliothèque nationale de France: cb12253154r (data)
- Gemeinsame Normdatei: 11922867X
- International Standard Name Identifier: 0000 0000 2844 9943
- Library of Congress Control Number: n90664165
- PIC: 337681
- Réseau des bibliothèques de Suisse occidentale: 02-A010181904
- Système universitaire de documentation: 253192676
- Union List of Artist Names: 500349878
- Virtual International Authority File: 22946674
- WorldCat: E39PBJtH68wKWXB3ypDdfDhWDq